# Dušan Lajović
Dušan Lajović (serbi: Душан Лајовић; Belgrad, RS Sèrbia, RFS de Iugoslàvia, 30 de juny de 1990) és un tennista professional serbi. Al llarg de la seva carrera, Lajović ha aconseguit un títol individual i dos en dobles al circuit ATP. El 27 d'octubre de 2014, Lajović va assolir la seva millor posició al rànquing individual de l'ATP, concretament el número 56. El 8 de juny de 2015 va aconseguir la seva millor posició al rànquing de dobles, amb el número 104. És conegut principalment pel seu potent primer servei, que ha arribat als 232 km/h. Amb l'equip serbi de la Copa Davis fou finalista en l'edició de 2013.

## Biografia
Fill de Marina i Dragisa Lajovic. Va començar a jugar a tennis amb 8 anys a Stara Pazova i posteriorment a Belgrad.
Actualment resideix a Stara Pazova, on és propietari d'un cafè-restaurant. Té una relació sentimental amb la seva xicota de molts anys Lidija Mikic.

## Palmarès

### Individual: 3 (2−1)
| Llegenda                          |
| --------------------------------- |
| Grand Slams (0−0)                 |
| ATP Finals (0−0)                  |
| ATP World Tour Masters 1000 (0−1) |
| ATP World Tour 500 (0−0)          |
| ATP World Tour 250 (2−0)          |

| Títols per superfície |
| --------------------- |
| Dura (0−0)            |
| Gespa (0−0)           |
| Terra batuda (2−1)    |

| Resultat  | Núm. | Data                 | Torneig                          | Superfície   | Oponent        | Marcador      |
| --------- | ---- | -------------------- | -------------------------------- | ------------ | -------------- | ------------- |
| Finalista | 1.   | 21 d'abril de 2019   | Montecarlo, Mònaco               | Terra batuda | Fabio Fognini  | 3−6, 4−6      |
| Guanyador | 1.   | 21 de juliol de 2019 | Umag, Croàcia                    | Terra batuda | Attila Balázs  | 7−5, 7−5      |
| Guanyador | 2.   | 23 d'abril de 2023   | Banja Luka, Bòsnia i Hercegovina | Terra batuda | Andrei Rubliov | 6−3, 4−6, 6−4 |

### Dobles masculins: 3 (2−1)
| Llegenda                          |
| --------------------------------- |
| Grand Slams (0−0)                 |
| ATP Finals (0−0)                  |
| ATP World Tour Masters 1000 (0−0) |
| ATP World Tour 500 (0−0)          |
| ATP World Tour 250 (2−1)          |

| Títols per superfície |
| --------------------- |
| Dura (1−0)            |
| Gespa (0−0)           |
| Terra batuda (1−1)    |

| Resultat  | Núm. | Data                   | Torneig           | Superfície   | Parella       | Oponents                       | Marcador            |
| --------- | ---- | ---------------------- | ----------------- | ------------ | ------------- | ------------------------------ | ------------------- |
| Finalista | 1.   | 27 de juliol de 2014   | Umag, Croàcia     | Terra batuda | Franko Škugor | František Čermák Lukáš Rosol   | 4−6, 6−7(5)         |
| Guanyador | 1.   | 3 de maig de 2015      | Istanbul, Turquia | Terra batuda | Radu Albot    | Robert Lindstedt Jürgen Melzer | 6−4, 7−6(2)         |
| Guanyador | 2.   | 29 de setembre de 2019 | Chengdu, Xina     | Dura         | Nikola Čačić  | Jonathan Erlich Fabrice Martin | 7−6(9), 3−6, [10−3] |

### Equips: 2 (1−1)
| Resultat  | Núm. | Data                      | Torneig                     | Superfície | Equip                                       | Oponents                                                       | Marcador |
| --------- | ---- | ------------------------- | --------------------------- | ---------- | ------------------------------------------- | -------------------------------------------------------------- | -------- |
| Finalista | 1.   | 15−17 de novembre de 2013 | Copa Davis, Belgrad, Sèrbia | Dura (i)   | Ilija Bozoljac Novak Đoković Nenad Zimonjić | Tomáš Berdych Jan Hájek Lukáš Rosol Radek Štěpánek             | 2−3      |
| Guanyador | 1.   | 12 de gener de 2020       | ATP Cup, Sydney, Austràlia  | Dura       | Nikola Čačić Novak Đoković Viktor Troicki   | R. Bautista Agut P. Carreño Busta Feliciano López Rafael Nadal | 2−1      |

## Trajectòria

### Individual
| Open d'Austràlia | A   | Q1  | Q2  | 2R    | 1R    | 2R    | 2R    | 1R    | 1R    | 3R    | 4R    | 2R | 1R | 1R | 0 / 11    | 9 – 11    |
| Roland Garros | A   | Q1  | Q3  | 4R    | 2R    | 2R    | 1R    | 2R    | 3R    | 2R    | 1R    | 1R | 1R |    | 0 / 10    | 9 – 10    |
| Wimbledon | A   | Q1  | Q1  | 2R    | 1R    | 1R    | 2R    | 1R    | 1R    | NC    | 2R    | 2R | 1R |    | 0 / 9     | 4 – 9     |
| US Open | A   | A   | Q1  | 1R    | Q1    | 1R    | 1R    | 3R    | 2R    | 1R    | 2R    | 1R | 1R |    | 0 / 9     | 4 – 9     |
| Total Victòries–Derrotes                                                                                                   | 3−5 | 2−1 | 0−6 | 16−19 | 17−21 | 19−23 | 18−22 | 24−24 | 21−27 | 14−16 | 18−28 |    |    |    | 154 – 199 | 154 – 199 |
| Rànquing a final d'any | 190 | 163 | 116 | 69    | 76    | 93    | 75    | 48    | 34    | 26    | 33    |    |    |    |           |           |
| Llegenda: G: Guanyador; F: Finalista; SF: Semifinalista; QF: Quarts de final; Q: Qualificació; A: Absent; RR: Round Robin; |     |     |     |       |       |       |       |       |       |       |       |    |    |    |           |           |

### Dobles masculins
| Open d'Austràlia | A   | 1R  | 1R   | 2R  | 1R  | A     | 1R  | 1R   | 1R | 1R | 0 / 8   | 1 – 8   |
| Roland Garros | A   | 2R  | 1R   | A   | 1R  | QF    | 1R  | 1R   | 1R |    | 0 / 7   | 4 – 7   |
| Wimbledon | A   | 1R  | 2R   | A   | 2R  | 1R    | NC  | 1R   | 1R |    | 0 / 6   | 2 – 6   |
| US Open | 2R  | 1R  | 2R   | 1R  | 2R  | A     | A   | 1R   | A  |    | 0 / 6   | 3 – 6   |
| Total Victòries–Derrotes                                                                                                   | 6−5 | 6−8 | 5−10 | 3−7 | 4−8 | 11−15 | 4−7 | 3−12 |    |    | 42 – 76 | 42 – 76 |
| Rànquing a final d'any | 221 | 174 | 210  | 317 | 270 | 110   | 94  | 208  |    |    |         |         |
| Llegenda: G: Guanyador; F: Finalista; SF: Semifinalista; QF: Quarts de final; Q: Qualificació; A: Absent; RR: Round Robin; |     |     |      |     |     |       |     |      |    |    |         |         |